# Michael Ignatius
Michael Ignatius (Tartu, 1713. október 6. – Tartu, 1777. április 30.) észt író, műfordító, a Herrnhuti testvérgyülekezet tagja.

## Élete
Apja Ignatzi Peeter sekrestyés volt. 1728-ban a tartui észt plébánia tanára lett, 1731-től a tartui Mária-templom sekrestyéseként tevékenykedett. E tisztséget haláláig töltötte be. 1740 körül csatlakozott a Herrnhuti testvérgyülekezethez, amelynek tanításait Tartuban terjesztette. Amikor 1742-ben az orosz cári hatóságok betiltották a gyülekezet működését, rövidebb időre börtönbe került. Az 1750-es években folytatta a gyülekezet terjesztését, ehhez ihletet mindenekelőtt Johann Christian Quandt és Mango Hans tevékenységéből merített. 
Johann Heinrich Schubert (1692–1757) német pietista lelkész Zeugniß von der Gnade und Wahrheit (1741) című német nyelvű prédikációgyűjteményét fordította észtre. A munka több, mint 1000 oldalon 108 prédikációt tartalmaz, a fordítást Otto von Rosen balti német nemes finanszírozta. E munkán kívül számos más beszédet is lefordított, ezek kéziratos formában terjedtek. Christoph Michael Königseer (1723-1786) himnusz- és liturgiafordításában is segédkezett. David Friedrich Ignatius lelkész apja és Otto Friedrich Ignatius festő nagyapja volt.

## Fordítás
- Ez a szócikk részben vagy egészben  a   Michael Ignatius című német Wikipédia-szócikk ezen változatának fordításán alapul.  Az eredeti cikk szerkesztőit annak laptörténete sorolja fel. Ez a jelzés csupán a megfogalmazás eredetét és a szerzői jogokat jelzi, nem szolgál a cikkben szereplő információk forrásmegjelöléseként.